# Joan Oms
Joan Oms i Llohis (nacido en Barcelona el 5 de enero de 1947) es un político español, perito químico e ingeniero técnico industrial químico. A parte de sus actividades públicas, se desempeña como profesor de química de formación Profesional en ciclos formativos de grados medio y superior.[cita requerida]

## Trayectoria política
En 2006 fue nombrado diputado independiente por la circunscripción electoral de Barcelona en el Congreso de los Diputados dentro de la candidatura del Partido Socialista de Cataluña (PSC) a mitad de la legislatura en curso (2004 - 2008) gracias a la renuncia de José Montilla para tomar el cargo de presidente en la Generalidad de Cataluña.
En 2009 impulsa un pacto para las elecciones europeas de 2009 que acabaría integrando las siglas de Los Verdes en la candidatura de Europa de los Pueblos - Verdes, acuerdo que provocaría fuertes tensiones internas contra su persona hasta el punto de pedirse su dimisión como portavoz.